# Chiquiahuanca Bajo
Chiquiahuanca Bajo es una localidad peruana ubicada en el distrito de Paramonga, perteneciente a la provincia de Barranca del departamento de Lima, en la costa central del Perú. 

## Ubicación
Chiquiahuanca Bajo se ubica al noreste de la provincia de Barranca, en el distrito de Paramonga, en el departamento de Lima.

## Demografía
En 2017 Chiquiahuanca Bajo tenía una población de 29 habitantes.